# Коной Тауншип (округ Ланкастер, Пенсільванія)
Коной Тауншип (англ. Conoy Township) — селище (англ. township) в США, в окрузі Ланкастер штату Пенсільванія. Населення — 3361 особа (2020).

## Демографія
Згідно з переписом 2010 року, у селищі мешкали 3194 особи в 1192 домогосподарствах у складі 904 родин. Було 1244 помешкання
Расовий склад населення:
| - 97,8 % — білих - 0,7 % — чорних або афроамериканців - 0,2 % — корінних американців - 0,1 % — азіатів |

До двох чи більше рас належало 0,8 %. Частка іспаномовних становила 1,6 % від усіх жителів.
За віковим діапазоном населення розподілялося таким чином: 23,9 % — особи молодші 18 років, 66,4 % — особи у віці 18—64 років, 9,7 % — особи у віці 65 років та старші. Медіана віку мешканця становила 39,8 року. На 100 осіб жіночої статі у селищі припадало 105,1 чоловіків;  на 100 жінок у віці від 18 років та старших — 103,5 чоловіків також старших 18 років.
Середній дохід на одне домашнє господарство  становив 74 905 доларів США (медіана — 61 667), а середній дохід на одну сім'ю — 88 419 доларів (медіана — 75 880). Медіана доходів становила 50 160 доларів для чоловіків та 38 378 доларів для жінок. За межею бідності перебувало 10,4 % осіб, у тому числі 12,7 % дітей у віці до 18 років та 2,5 % осіб у віці 65 років та старших.
Цивільне працевлаштоване населення становило 1762 особи. Основні галузі зайнятості: виробництво — 21,1 %, освіта, охорона здоров'я та соціальна допомога — 17,8 %, науковці, спеціалісти, менеджери — 11,4 %, транспорт — 7,3 %.